# کیلیچ‌یاکا (چای)
کیلیچ‌یاکا (به ترکی استانبولی: Kılıçyaka) یک منطقهٔ مسکونی در ترکیه است که در چای (شهر) واقع شده‌است. کیلیچ‌یاکا ۲۳۹ نفر جمعیت دارد و ۱٬۰۸۱ متر بالاتر از سطح دریا واقع شده‌است.